# Elsässische Maschinenbau-Gesellschaft Grafenstaden
 (mai 2017).
Si vous disposez d'ouvrages ou d'articles de référence ou si vous connaissez des sites web de qualité traitant du thème abordé ici, merci de compléter l'article en donnant les références utiles à sa vérifiabilité et en les liant à la section « Notes et références ».
La société Elsässische Maschinenbau-Gesellschaft Grafenstaden (EMBG), en français : Société alsacienne de construction mécanique de Graffenstaden, a été de 1872 à 1918 une entreprise de l'industrie ferroviaire située à Graffenstaden près de Strasbourg.

## Histoire

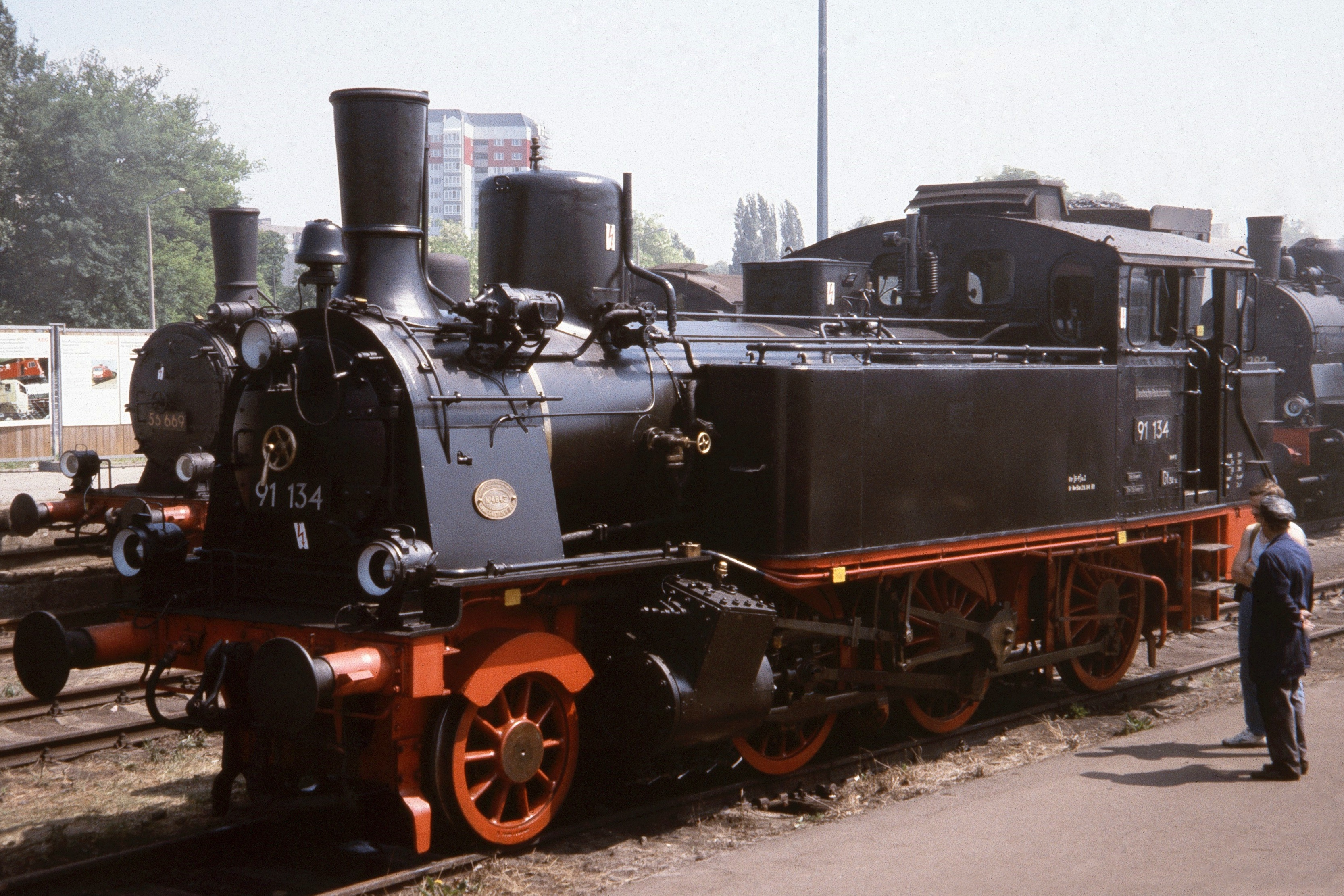
Une T9.2 prussienne construite par l'EMBG (numéro de fabrication 4843) immatriculée à la DRG 91 1341.

L'histoire de l'entreprise est étroitement liée avec l'histoire de l'Alsace.
L'ancien atelier d'André Koechlin de Mulhouse avait été fondé en 1826 et fabriquait des machines à vapeur, des turbines, des appareils de tissage, de filature, et à partir de 1839 des locomotives à vapeur.
Les Établissements de Constructions Mécaniques de Strasbourg résultent de la société du même nom et de l'achat des sociétés :
- Rollé & Schwillgué qui a surtout construit des balances décimales grâce à un brevet déposé en 1821.
- Fabrique d'acier du Bas-Rhin fondée le 1 octobre 1825 par le M. Joseph Antoine Striffler à la place d'un moulin appartenant à M. Bœsswillwald, meunier, et Mme Catherine Münch, sa femme[1].

Ces deux sociétés ont été achetées en 1837. L'année suivante fut créé un nouvel atelier avec un personnel de 40 ouvriers.
- En 1846, débuta la fabrication des tenders pour des locomotives à vapeur et de roues
- À partir de 1856 commence la construction de locomotives avec comme première livraison une machine pour la Compagnie des chemins de fer du Nord.

En 1872, l'entreprise Koechlin fusionne avec les « Ateliers de Graffenstaden » appartenant à Alfred Renouard de Bussierre, entraînant la disparition sociale de la société André Koechlin, pour créer la Société Alsacienne de Constructions Mécaniques (SACM). Divisée en deux, la société conservait ses installations côté français à Belfort, mais également côté allemand sous le nom d'Elsässische Maschinenbau-Gesellschaft Grafenstaden (EMBG). L'usine de Mulhouse fut fermée peu après l'ouverture d'un second atelier à Belfort en 1889, la ville alsacienne conservant néanmoins son bureau d’études des locomotives. Seuls les ateliers de Graffenstaden restent en Alsace.
Grâce à cette double implantation, la SACM pouvait avoir accès aux marchés ferroviaires allemand et français. Elle disposait également d'un bureau d'étude commun dirigé par Alfred de Glehn : celui-ci développa le procédé de double expansion de la vapeur (compoundage) mis en place sur divers locomotives à vapeur des réseaux français (notamment la Compagnie des chemins de fer du Nord) et allemands (Prusse et Réseau ferroviaire d'Alsace-Lorraine).
En 1890, la SACM se transforme en société de droit allemand sous la raison sociale d’Elsässische Maschinenbau Gesellschaft (ELMAG).
En 1912, lors de « l'affaire de Graffenstaden », les ouvriers de l'usine Grafenstaden qui avaient chanté La Marseillaise sont accusés d'agitations anti-allemandes et obligés d'accepter le remplacement de leur patron, jugé trop francophile, par un directeur allemand sous peine de ne plus obtenir de commandes,. En janvier 1913, à la suite de cette affaire, la société est scindée en deux entités de nationalité différente : l'ELMAG, qui conservait les usines de Mulhouse et de Graffenstaden et la Société alsacienne de constructions mécaniques de Belfort.
En 1919, après le retour de l'Alsace-Lorraine dans le territoire français, l'usine de Grafenstaden réintègre pleinement la SACM.

## Chiffres de production
Le numéro 2118 a été attribué à la première locomotive sortie après la fusion des deux ateliers en 1872, puisque:
- les ateliers André Koechlin & Cie avait construit jusque-là, 1 412 machines
- l'usine de Graffenstaden, 705 locomotives.

La construction de locomotives à vapeur a pris fin avec le numéro de série 8174. Comme 11 numéros n'ont pas été attribués, l'entreprise SACM (EMBG de Graffenstaden et SACM de Belfort confondues) aura ainsi construit 6 042 locomotives à vapeur.

## Production locomotives
- 040 Est pour la tranche 0526 à 0541 de 1866 à 1867